# 加里寧格勒
加里宁格勒（羅馬化：Kaliningrad），舊名柯尼斯堡（直译：國王之山；古普魯士語：Twangste, Kunnegsgarbs, Knigsberg），是俄罗斯加里宁格勒州的首府，為濱临波羅的海的海港城市，市区面积215.7平方千米，2010年人口为431,402人。
此地最早是古普鲁士人的定居点，1255年条顿骑士团于北方十字军入侵期间在此建立据点，并出于对普热米斯尔·奥托卡二世国王的敬意取名“柯尼斯堡”。之後，该城一直是条顿骑士团国、普鲁士和德国東普魯士的一部分，直到二戰末期的1945年，苏联紅軍占领整个东普鲁士為止。二戰結束後，根据《波茨坦协定》，东普鲁士约三分之一的面積划归给苏联（其中柯尼斯堡附近予俄罗斯、梅梅尔附近予立陶宛），其余部分划归给波兰。1946年7月4日，苏联把劃归给其的东普鲁士部分领土，取名为加里宁格勒州，以紀念當時剛逝世的最高蘇維埃主席團主席米哈伊·加里寧，柯尼斯堡也同步更改為現名，開展全面俄化，並成為該州之首府至今。

## 歷史
加里寧格勒在第二次世界大戰結束之前，屬於納粹德國，原名柯尼斯堡，是前普魯士王國省份之一的東普魯士首府，亦是早期16世紀普鲁士公國的首都。柯尼斯堡與其週邊的地區，在第二次世界大戰結束、納粹德國戰敗之後根据波茨坦协定第五条被當時的蘇聯併吞，劃分為俄羅斯蘇維埃聯邦社會主義共和國的一個州。1946年時蘇聯最高苏维埃主席团主席（国家元首）加里寧過世，為了紀念他，蘇聯將柯尼斯堡改名為加里寧格勒，而週遭區域也變成今日的加里寧格勒州。1990年代蘇聯瓦解，原本的加盟共和國立陶宛、拉脫維亞与白俄羅斯紛紛獨立，使得加里寧格勒連同整個加里寧格勒州，與俄羅斯本土之間失去了實體的領土相連，而變成今日被波蘭與立陶宛兩國分離的外飛地狀態。

### 德意志城市时代
柯尼斯堡這個城市的發源地，是一座1255年建立於普列戈利亚河河口的城堡（柯尼斯堡城堡），這座城堡是由条顿骑士团所建，並且為了紀念与骑士团一起参加十字军东征的波西米亞国王普热米斯尔·奥托卡二世，因此命名為柯尼斯堡。

### 苏联時代
1945年，第二次世界大战结束时，根据7月23日苏美英签订的波茨坦协定第五条“将柯尼斯堡及其周围区域划归给苏联，美英两国对此予以支持”。1946年在最高苏维埃主席团主席、布尔什维克创始人之一米哈伊尔·加宁逝世后改名为加里寧格勒。该市與周圍的地區被併入苏联，作为苏联最西部的领土，成为重要战略地区。冷战时期的1950年代，苏联將波罗的海舰队总部设在该市。由于其战略重要性，當時的加里寧格勒是禁止外國遊客前往拜訪的。

### 俄罗斯联邦
随着苏联解体，加里寧格勒州成為俄罗斯的外飞地，与俄罗斯本土不接壤。加里寧格勒與聖彼得堡是俄罗斯在波罗的海仅有的兩個不凍港。 1997年，俄联邦决定在该市设立“特别经济区”，大力发展制造业。

2004年，波兰和立陶宛加入欧盟後，该地区完全被欧盟包围。

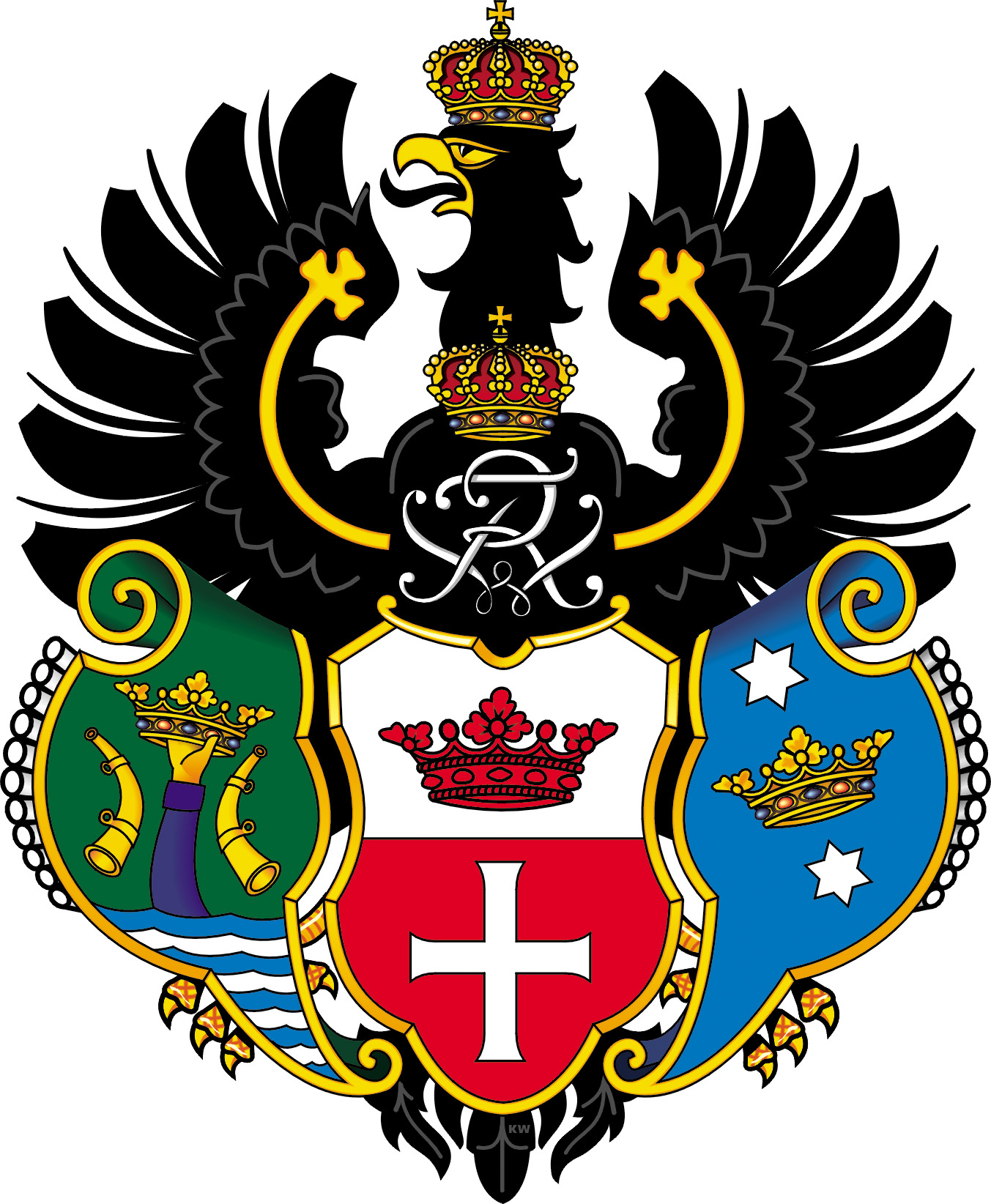
属于德国领土时期柯尼斯堡的城徽
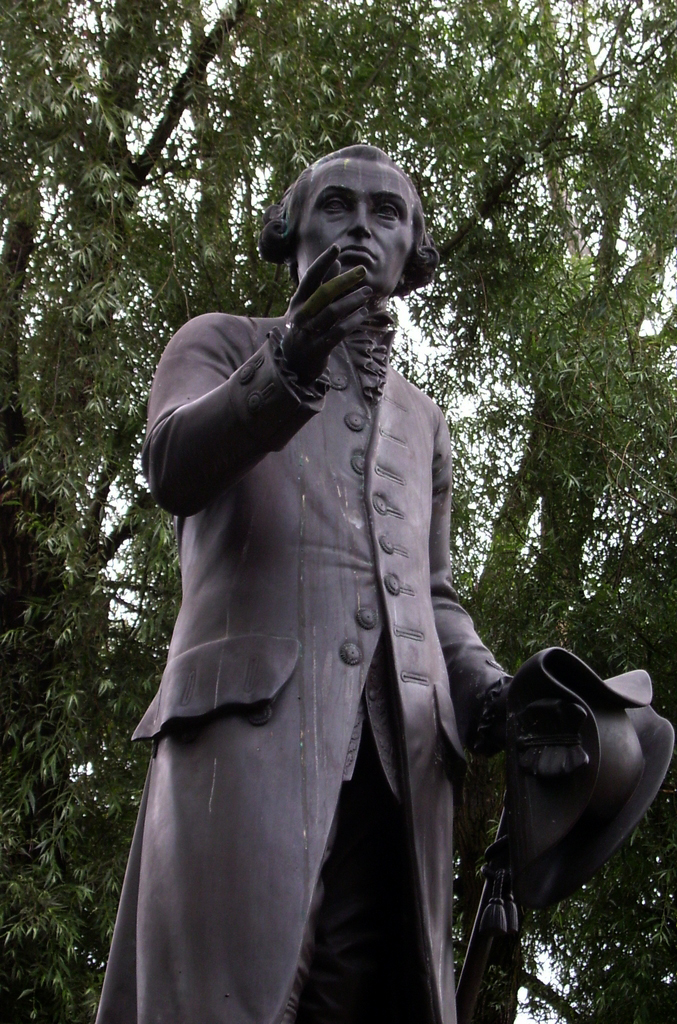
康德铜像
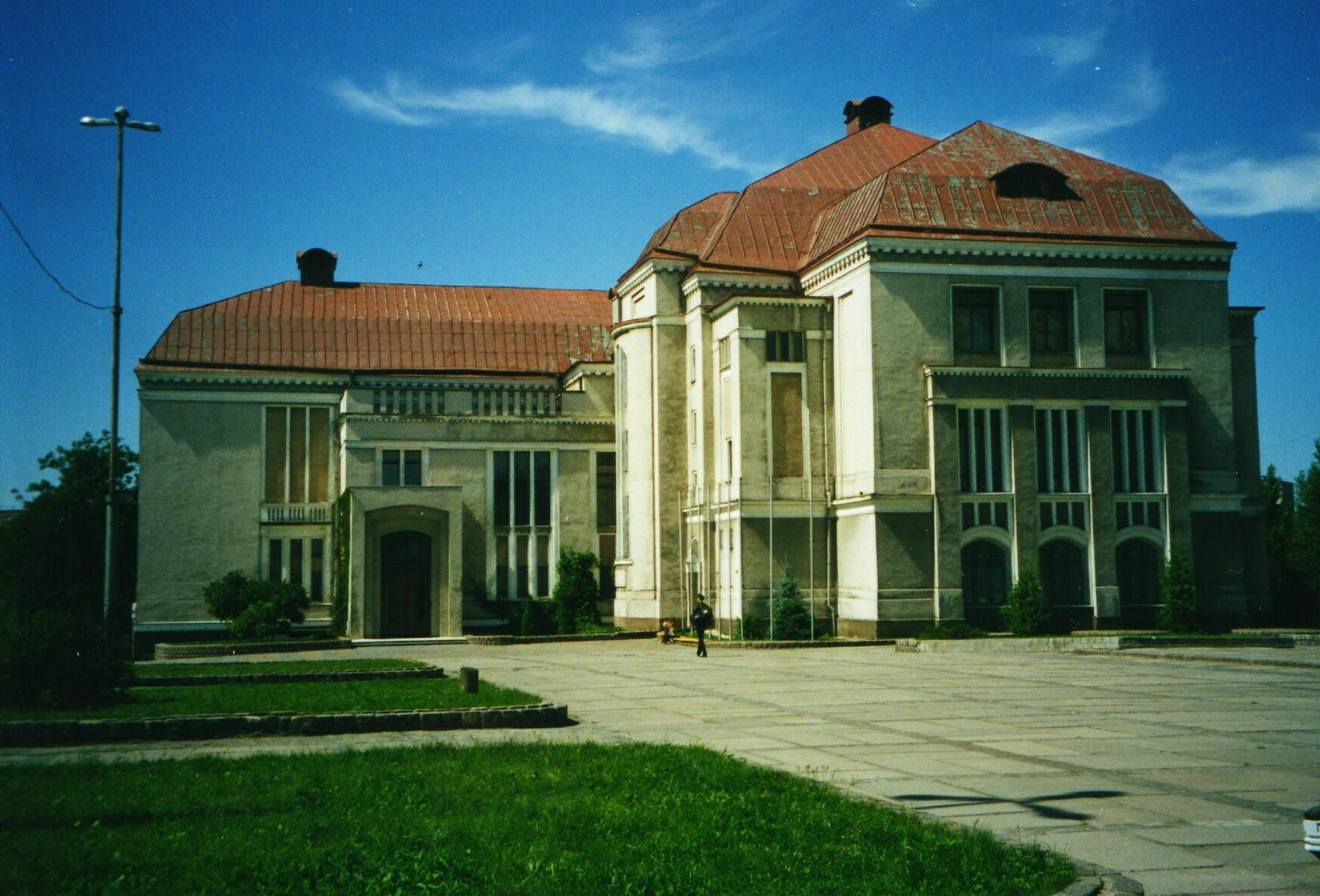
加里寧格勒區域歷史和美術館
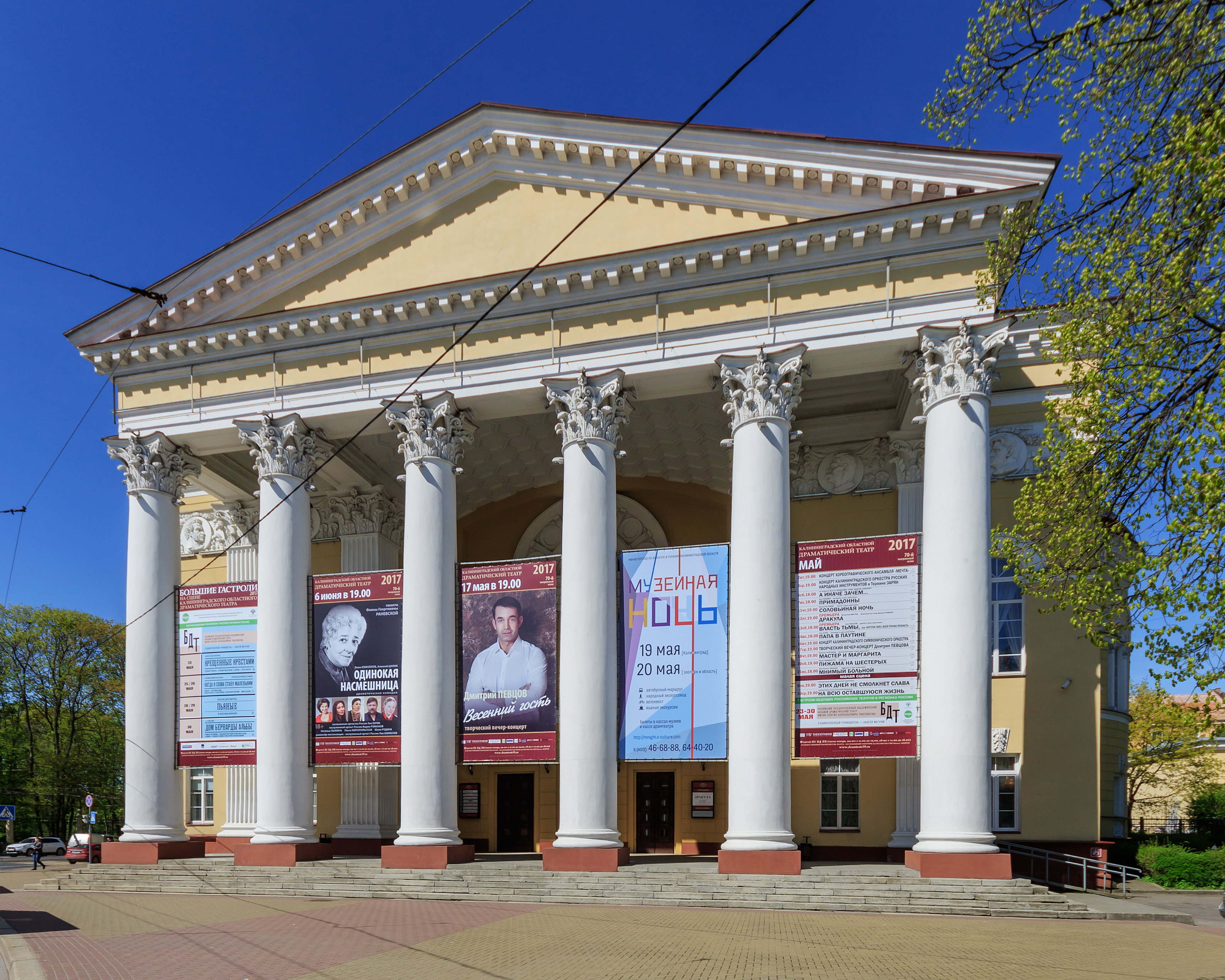
加里寧格勒區域劇院
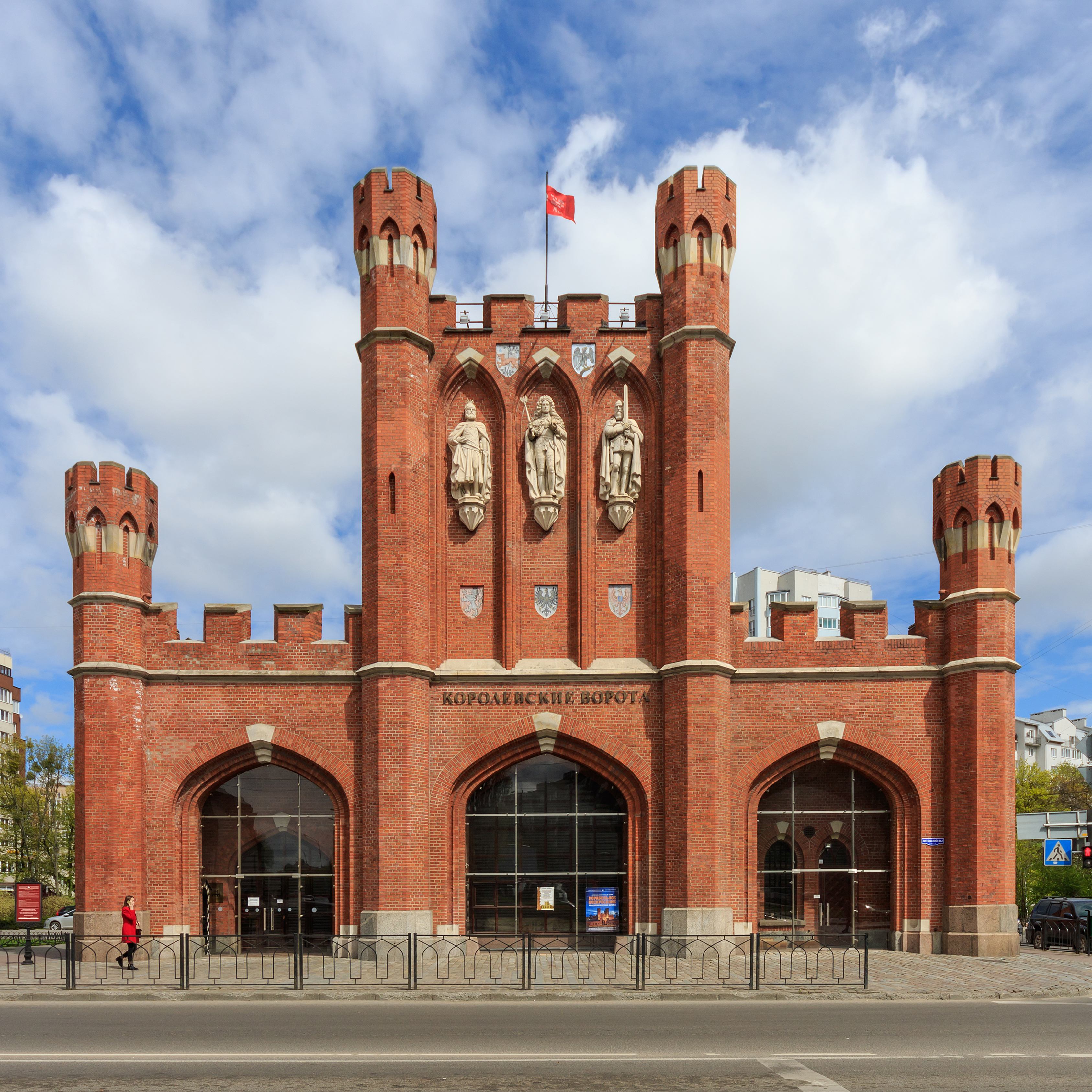
国王门

2023年5月9日，波兰方面表示，由於米哈伊尔·加里宁与卡廷惨案有關，波兰政府决定将改用柯尼斯堡來稱呼加里宁格勒。5月10日，俄罗斯总统新闻秘书佩斯科夫表示，波兰有时会因对俄罗斯人的仇恨而陷入疯狂。

## 人口
根据2010年俄罗斯人口普查：
| 民族       | 人数    | 总人口占比 |
| ---------- | ------- | ---------- |
| 俄罗斯人   | 351,186 | 87.4 %     |
| 乌克兰人   | 16,053  | 4.0 %      |
| 白俄罗斯人 | 15,077  | 3.7 %      |
| 亚美尼亚人 | 3,062   | 0.8 %      |
| 鞑靼人     | 2,075   | 0.5 %      |
| 立陶宛人   | 1,789   | 0.4 %      |
| 日耳曼人   | 1,676   | 0.4 %      |
| 波兰人     | 1,114   | 0.3 %      |
| 其他       | 10,041  | 2.5 %      |
| 总计       | 401,649 | 100.0 %    |

## 行政区

### 分区
截至2011年，加里宁格勒分为三个区：
| 区         | 俄语名 | 人口 2010年人口普查结果 | 名称来源                 |
| ---------- | ------ | ----------------------- | ------------------------ |
| 莫斯科区   |        | 151,990                 | 首都莫斯科               |
| 列宁格勒区 |        | 159,764                 | 列宁格勒，现在叫圣彼得堡 |
| 中央区     |        | 119,737                 | 中央，位于城市中央       |

2009年6月撤销以下两个区：
| 区         | 俄语名 | 人口 2002年人口普查结果 | 名称来源 |
| ---------- | ------ | ----------------------- | -------- |
| 波罗的海区 |        | 68,664                  | 波罗的海 |
| 十月区     |        | 43,252                  | 十月革命 |

## 氣候

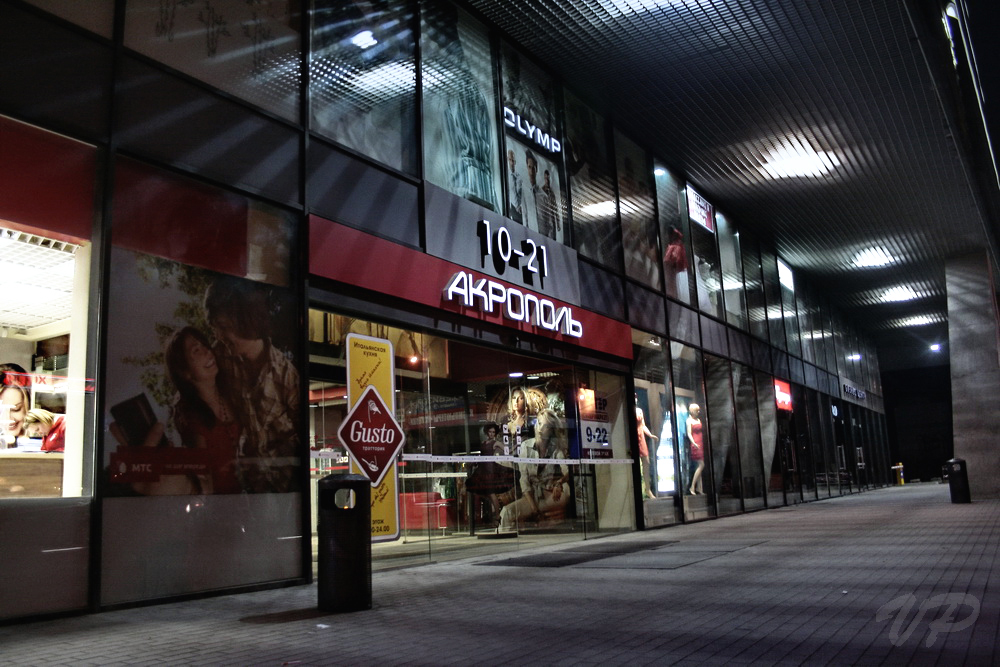
Acropol百貨

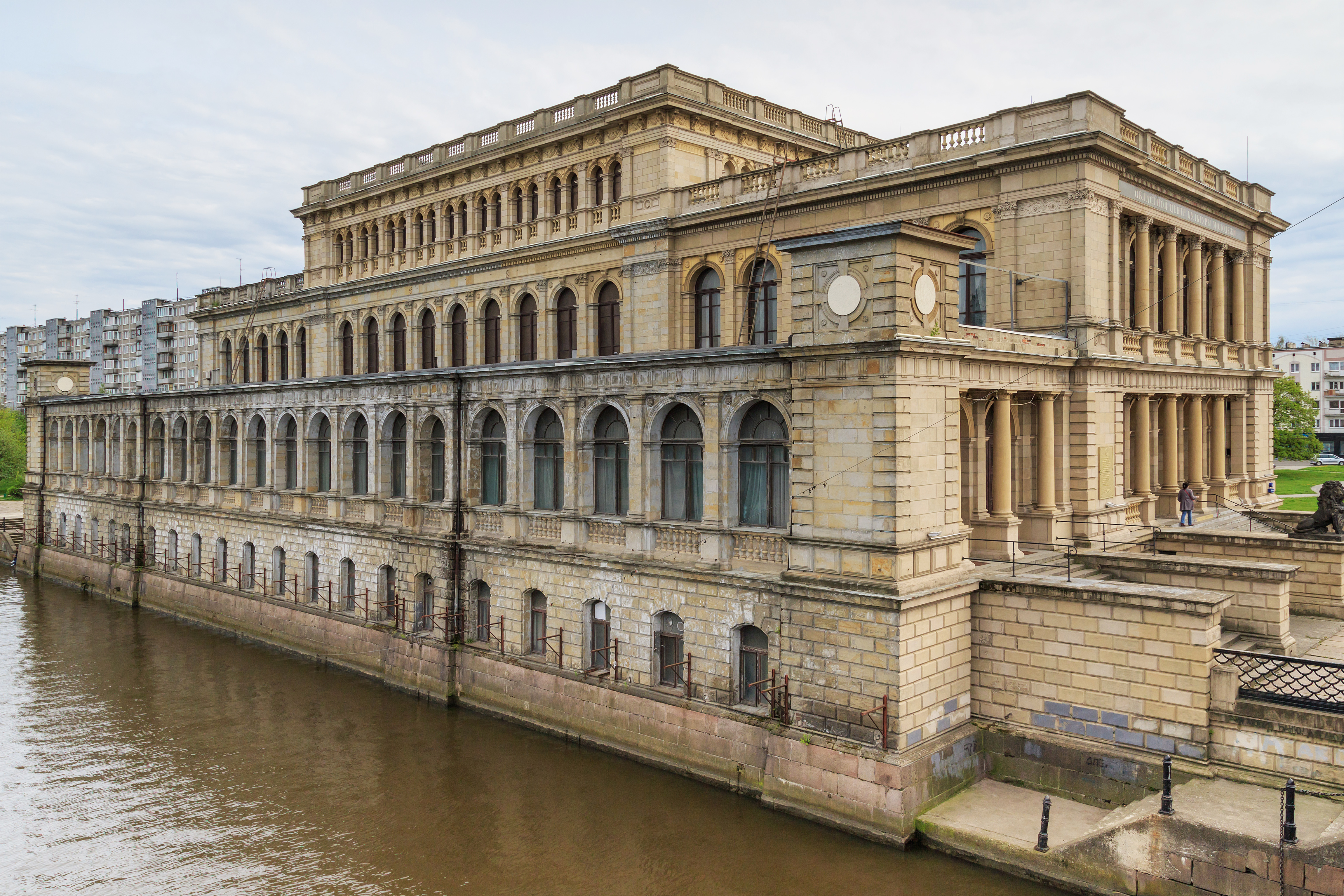
哥尼斯堡证券交易所

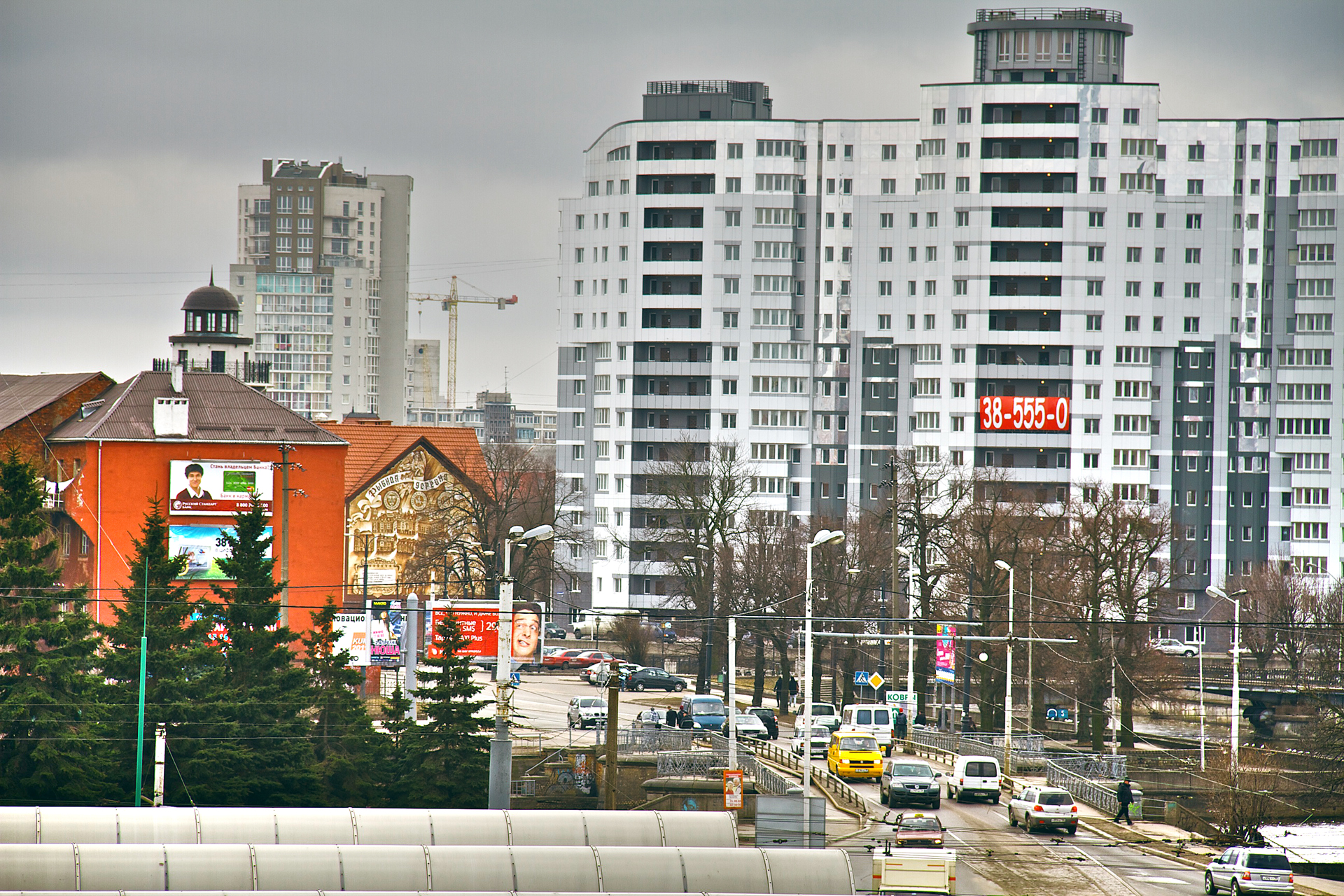
伍登橋一帶的高級住宅區

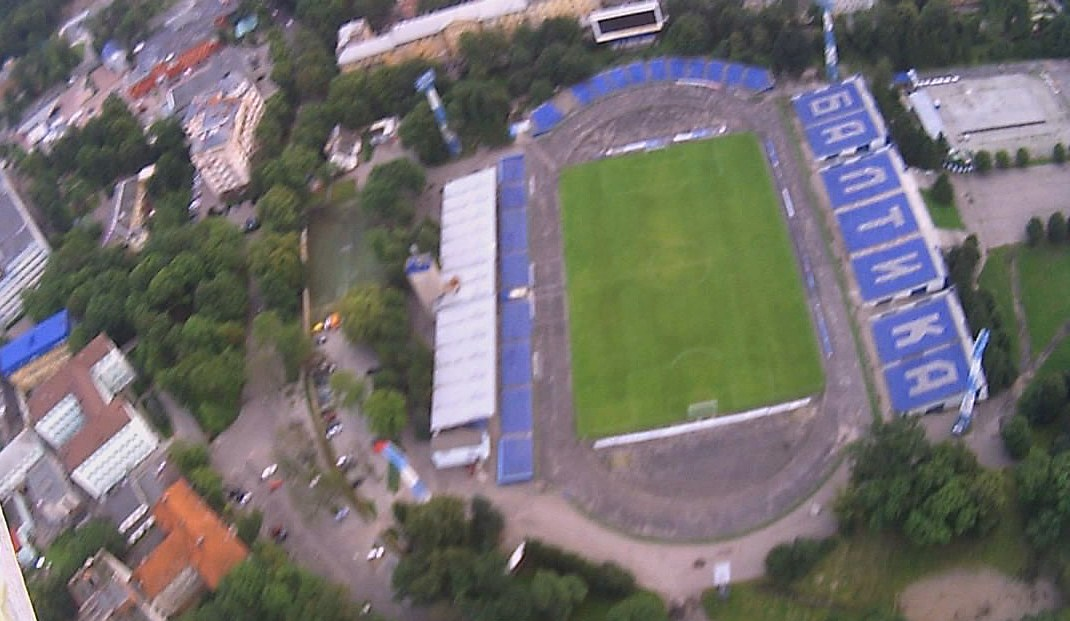
Baltika體育館

| 加里宁格勒                   | 加里宁格勒    | 加里宁格勒    | 加里宁格勒   | 加里宁格勒  | 加里宁格勒  | 加里宁格勒  | 加里宁格勒  | 加里宁格勒  | 加里宁格勒  | 加里宁格勒   | 加里宁格勒   | 加里宁格勒    | 加里宁格勒    |
| 月份                         | 1月           | 2月           | 3月          | 4月         | 5月         | 6月         | 7月         | 8月         | 9月         | 10月         | 11月         | 12月          | 全年          |
| ---------------------------- | ------------- | ------------- | ------------ | ----------- | ----------- | ----------- | ----------- | ----------- | ----------- | ------------ | ------------ | ------------- | ------------- |
| 历史最高温 °C（°F）          | 12.7 (54.9)   | 15.6 (60.1)   | 23.0 (73.4)  | 31.7 (89.1) | 30.6 (87.1) | 33.5 (92.3) | 36.3 (97.3) | 36.5 (97.7) | 31.2 (88.2) | 26.4 (79.5)  | 19.4 (66.9)  | 13.3 (55.9)   | 36.5 (97.7)   |
| 平均高温 °C（°F）            | 0.7 (33.3)    | 1.5 (34.7)    | 5.6 (42.1)   | 12.3 (54.1) | 18.0 (64.4) | 20.5 (68.9) | 23.0 (73.4) | 22.6 (72.7) | 17.6 (63.7) | 12.1 (53.8)  | 5.6 (42.1)   | 1.9 (35.4)    | 11.8 (53.2)   |
| 日均气温 °C（°F）            | −1.5 (29.3)   | −1.1 (30.0)   | 2.0 (35.6)   | 7.3 (45.1)  | 12.5 (54.5) | 15.5 (59.9) | 18.1 (64.6) | 17.6 (63.7) | 13.1 (55.6) | 8.4 (47.1)   | 3.3 (37.9)   | −0.3 (31.5)   | 7.9 (46.2)    |
| 平均低温 °C（°F）            | −3.8 (25.2)   | −3.5 (25.7)   | −1.1 (30.0)  | 2.9 (37.2)  | 7.5 (45.5)  | 10.9 (51.6) | 13.6 (56.5) | 13.1 (55.6) | 9.3 (48.7)  | 5.2 (41.4)   | 1.1 (34.0)   | −2.5 (27.5)   | 4.4 (39.9)    |
| 历史最低温 °C（°F）          | −32.5 (−26.5) | −33.3 (−27.9) | −21.7 (−7.1) | −5.4 (22.3) | −3.1 (26.4) | 0.7 (33.3)  | 4.5 (40.1)  | 1.6 (34.9)  | −2.0 (28.4) | −11.2 (11.8) | −18.7 (−1.7) | −25.6 (−14.1) | −33.3 (−27.9) |
| 平均降水量 mm（）            | 68 (2.7)      | 49 (1.9)      | 51 (2.0)     | 36 (1.4)    | 54 (2.1)    | 78 (3.1)    | 76 (3.0)    | 96 (3.8)    | 74 (2.9)    | 82 (3.2)     | 82 (3.2)     | 72 (2.8)      | 818 (32.2)    |
| 平均降水天数（≥ 0.2 mm）     | 23.0          | 20.0          | 19.0         | 15.0        | 13.1        | 16.0        | 15.0        | 17.0        | 17.0        | 19.1         | 21.0         | 22.0          | 217.2         |
| 平均降雨天数（≥ 0.2 mm）     | 14            | 13            | 14           | 14          | 14          | 16          | 15          | 16          | 17          | 18           | 18           | 16            | 185           |
| 平均降雪天数（≥ 0.2 cm）     | 15            | 15            | 10           | 3           | 0           | 0           | 0           | 0           | 0           | 1            | 7            | 13            | 64            |
| 平均相對濕度（％）           | 85            | 83            | 78           | 72          | 71          | 74          | 75          | 76          | 81          | 83           | 86           | 87            | 79            |
| 月均日照時數                 | 34.1          | 61.6          | 120.9        | 171.0       | 254.2       | 264.0       | 257.3       | 229.4       | 159.0       | 96.1         | 39.0         | 24.8          | 1,711.4       |
| 来源1：Pogoda.ru.net         |               |               |              |             |             |             |             |             |             |              |              |               |               |
| 来源2：Hong Kong Observatory |               |               |              |             |             |             |             |             |             |              |              |               |               |

## 知名地標
- 柯尼斯堡大教堂
- 薩克漢門（德：Sackheimer Tor）、国王门和勃蘭登堡門
- 苏维埃宮（Dom Sovyetov of Kaliningrad）
- 基督救世主主教座堂 (加里寧格勒)
- 加里宁格勒动物园（原哥尼斯堡動物園）和過去舉辦東方祭（德：Ostmesse）的地區
- 胜利广场（Ploshchad Pobedy，加里寧格勒市中心）
- 康德大学（前「哥尼斯堡雅貝蒂娜（Albertina）大學）
- 老防御工事

## 名人
- 克里斯蒂安·哥德巴赫（1690年-1764年），数学家
- （1707年-1783年），著名数学家
- 伊曼纽尔·康德（1724年-1804年），哲学家。巧合的是，他正好是出生於柯尼斯堡建城那一年。
- 范妮·莱瓦尔德（Fanny Lewald）（1811年-1889年)，女性主義者和作家
- E·T·A·霍夫曼（1776年-1822年），作家
- 戈特希尔夫·哈根（Gotthilf Hagen）（1797年-1884年），物理学家
- 古斯塔夫·基爾霍夫（1824年-1887年），物理学家
- 鲁道夫·柯尼希（Rudolf König）（1832年-1901年），天文学家
- 奥托·瓦拉赫（1847年-1931年），化学家
- 大卫·希尔伯特（1862年-1943年，Wehlau），数学家
- 赫尔曼·闵可夫斯基（1864年-1909年），数学家
- 埃里希·冯·德里加尔斯基（Erich von Drygalski）（1865年-1949年），探險家
- 欧根·桑多（Eugen Sandow）（1867年-1925年），第一位現代健美家，生於哥尼斯堡當地
- 阿诺尔德·佐默费尔德（1868年-1951年），物理学家
- 阿格涅·米蓋爾（1879年-1964年），作家
- 汉娜·阿伦特（1906年-1975年），政治理论家
- 格爾哈德·巴克霍隆（Gerhard Barkhorn）（1919年-1983年），德國二戰王牌飛行員
- 利娅·拉宾（Leah Rabin）（1928年-2000年），作家，同時也是前以色列總理伊扎克·拉賓（Yitzhak Rabin）之妻
- 海因里希·奥古斯特·温克勒（Heinrich August Winkler）（1938年-），历史学家
- 有許多前蘇聯時代的太空人居住在加里寧格勒，他們包括了：
  - 阿列克谢·列昂诺夫（1934年-2019年 ），史上第一位進行太空漫步的太空人
  - 维克托·帕察耶夫（Viktor Patsayev）（1933年-1971年），太空人
  - 尤里·罗曼年科（Yuri Romanenko）（1971年-），太空人
  - 亚历山大·维克托连科（Alexander Viktorenko）（1947年- ），太空人
- 奥列格·加兹曼诺夫（Oleg Gazmanov），俄国流行歌手
- 柳德米拉·普京娜，2000-2008年以及2012-2013年普京担任俄罗斯总统期间为该国第一夫人，2013年与普京正式对外宣布离婚。其幼時生長於加里寧格勒。
- 谢尔盖·斯涅戈夫（Sergey Snegov），科幻小說作家

## 友好城市
- 德国基尔
- 瑞典馬爾默
- 丹麦奧爾堡
- 波蘭比亞維斯托克
- 波蘭艾布隆格
- 波蘭格但斯克
- 波蘭格地尼亞
- 波蘭羅茲
- 波蘭奧爾什丁
- 波蘭托倫
- 波蘭扎布熱
- 荷蘭格羅寧根
- 荷蘭茲沃勒
- 瑞典卡爾馬
- 立陶宛克萊佩達
- 立陶宛希奧利艾
- 墨西哥墨西哥城
- 俄羅斯摩爾曼斯克
- 美国諾福克

## 交通
- 加里寧格勒南站
- 哈拉波罗夫机场